# John Spencer (1734-1783)
John Spencer, 1e Graaf Spencer (Althorp, 19 december 1734 – Bath, 31 oktober 1783) was een Brits edelman en politicus.
Spencer huwde in het geheim met Margaret Poyntz in zijn moeders kleedkamer in 1755. Zij hadden samen vijf kinderen:
- Georgiana Spencer (1757-1806)
- George John Spencer, 2e Graaf Spencer (1758-1834)
- Henrietta Frances Spencer (1761-1821)
- Charlotte Spencer (1765-1766), stierf als kind
- Louisa Spencer (1769-1769), stierf als kind